# 锐叶香青
锐叶香青（学名：Anaphalis oxyphylla）是菊科香青属的植物，为中国的特有植物。分布在中国大陆的云南等地，生长于海拔3,100米至3,900米的地区，常生于山坡岩石上，目前尚未由人工引种栽培。